# Форесто (Мантова)
Форесто је насеље у Италији у округу Мантова, региону Ломбардија.
Према процени из 2011. у насељу је живело 167 становника. Насеље се налази на надморској висини од 62 м.